# Arche noVa
arche noVa - Initiative für Menschen in Not e.V. ist eine gemeinnützige, nichtkonfessionelle und überparteiliche Nichtregierungsorganisation, die weltweit im Bereich der Entwicklungszusammenarbeit und Humanitären Hilfe aktiv ist. Die Organisation unterstützt dabei Menschen, die unverschuldet durch Naturkatastrophen oder Krisen in Not geraten sind und leistet Hilfe zur Selbsthilfe. Der Schwerpunkt der Arbeit liegt auf dem Thema Wasser-, Sanitär- und Hygiene-Versorgung. Von der Katastrophenhilfe bis zum Wiederaufbau arbeitet der Verein im Ausland mit einheimischen Partnerorganisationen zusammen. Weiterhin führt der Verein in Deutschland Projekte der entwicklungspolitischen Bildungsarbeit durch. Im Geschäftsjahr 2021 verzeichnete arche noVa e.V. Spenden in Höhe von 1.143.218,36 Euro und Gesamteinnahmen von 13.997.328,50 Euro. Der Verein trägt seit 1993 durchgängig das DZI-Spendensiegel.
Die Organisation hat ihren Sitz in Dresden und ist u. a. Mitglied des Koordinierungsausschusses des Auswärtigen Amtes, über den Paritätischen Wohlfahrtsverband Mitglied bei Aktion Deutschland Hilft (ADH), sowie bei VENRO und dem deutschen WASH-Netzwerk.

## Geschichte
Im Jahr 1992, nach dem Golfkrieg, fuhren sechs junge Dresdner mit einem Sattelschlepper der ehemaligen Nationalen Volksarmee der DDR beladen mit Hilfsgütern in die UN-Schutzzone im Nordirak. Noch im selben Jahr wurde der Verein gegründet. Von der Zentrale in der Dresdner Yenidze und einer kleinen Berliner Außenstelle aus steuern 30 hauptamtliche Mitarbeiter unterstützt von zahlreichen ehrenamtlich Engagierten die Projekte im In- und Ausland. Deutsche und internationale Fachkräfte leiten die Projekte vor Ort und setzen sie gemeinsam mit lokalen Mitarbeitern/Partnerorganisationen um. Mittlerweile ist arche noVa e.V. zur größten ostdeutschen Hilfsorganisation herangewachsen.
Seit 2002 bietet der Verein ein entwicklungspolitisches Bildungsprogramm an, dass das Thema Globales Lernen an Schulen, Berufsschulen und andere öffentliche Orte bringt, um in Deutschland das Verständnis für globale Zusammenhänge zu stärken. Seit dem verheerenden Tsunami 2004 in Süd-Ost-Asien kooperieren der Verein und die Landeshauptstadt Dresden im gemeinsamen Aktionsbündnis „Dresden hilft“ und realisieren Soforthilfe- und Entwicklungshilfeprojekte in akuten Krisengebieten.

## Projekte

### International und National

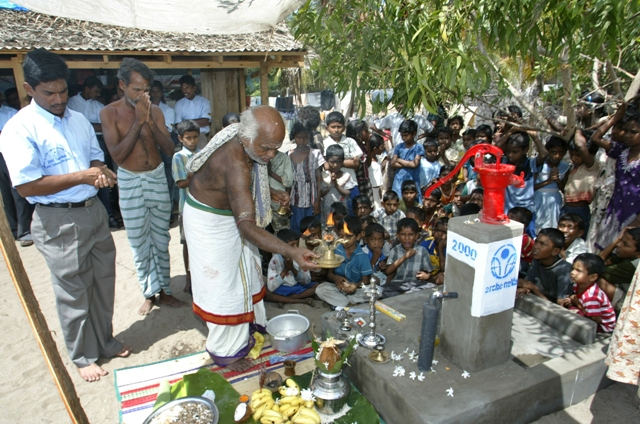
Einweihungszeremonie für den 2000. von arche noVa e.V. in Sri Lanka gebohrten Brunnen durch einen hinduistischen Priester

In der humanitären Hilfe setzt sich der Verein für Menschen in akuten Notsituationen ein. Dabei werden beispielsweise Trinkwasseraufbereitungsanlagen eingesetzt oder Hilfsgüterverteilungen mit Hygieneartikeln durchgeführt. In längerfristig angelegten Projekten der entwicklungsorientierten Zusammenarbeit werden die betroffenen Menschen beim Aufbau einer unabhängigen und selbstbestimmten Existenz unterstützt. Schwerpunkte sind die Sicherstellung der Wasserversorgung, Förderung der wirtschaftlichen Unabhängigkeit, Bildung und Hygiene-Aufklärung. Der Verein arbeitet mit lokalen Partnern zusammen und bezieht die Menschen vor Ort in Planung und Durchführung der Projekte ein. Dabei engagiert sich arche noVa e.V. für die Umsetzung von Wasser als Menschenrecht, zum Beispiel über Hygiene-Aufklärungsprogramme und die Zusammenarbeit mit lokalen Wasserkomitees.

#### Nothilfeteam
Seit 1992 ist arche noVa nach Katastrophen vor Ort und gewährleistet für die Betroffenen mit Trinkwasseraufbereitungsanlagen, der Expertise im Bereich Wasser, Sanitär und Hygiene, Hilfsgüterverteilungen und weiteren Nothilfemaßnahmen eine erste Grundversorgung. Das Nothilfeteam ist im Falle einer Naturkatastrophe einsatzbereit und steht für mehrere Wochen in der Not- und Katastrophenhilfe zur Verfügung.

#### Katastrophenvorsorge
Nach dem Hochwasser 2013 an Elbe und Donau half arche noVa 120 gemeinnützigen Einrichtungen beim Wiederaufbau. Um auf erneute Überschwemmungen vorbereitet zu sein und die Schäden so gering wie möglich zu halten, unterstützt arche noVa seither die eigene Vorsorge der damals betroffenen Einrichtungen durch das Handbuch „Katastrophenmanagement im Verein“ sowie durch Workshops und Beratungen.

#### Globales Lernen
Unter dem Motto „Eine Welt – Deine Welt“ führen Mitarbeiter des Vereins Bildungsarbeit an sächsischen Schulen durch. Themen dieser fächerübergreifenden Projekttage sind Demokratie, humanitäre Hilfe, Konflikte, Nachhaltigkeit, Toleranz, Globalisierung, Flucht und Welthandel. Das Ziel bei der Durchführung dieser Veranstaltungen ist es, junge Menschen für Probleme und Ungleichheiten in einer globalisierten Welt zu sensibilisieren und zum Handeln zu motivieren. Das Projekt wurde zum „Offiziellen Projekt der Dekade der Vereinten Nationen zur Bildung für nachhaltige Entwicklung“ ernannt. Darüber hinaus richtet sich der Verein mit Fortbildung zum Thema globales Lernen auch an Lehrer sowie Lehramtsstudenten. Das arche noVa-Bildungsprogramm ist anerkannte Einsatzstelle für das Freiwillige Ökologische Jahr.

### Kommunikation
Die Abteilung „Kommunikation“ informiert auf der Website, Social-Media-Kanälen, in Printpublikationen und auf Veranstaltungen über die Arbeit von arche noVa. Sie erstellt Flyer, Broschüren, das vierteljährlich erscheinende Magazin „arche aktuell“, den Newsletter und den jährlichen Geschäftsbericht.
Die Spendenakquise erfolgt über Mailings, Fördermitgliedschaften, Akquise von Unternehmenspartnern und Stiftungen, individuelle Spenderbetreuung, Spendenboxen in Geschäften, Spendensammlungen bei eigenen wie auch extern organisierten Veranstaltungen sowie über den Verkauf von Weihnachtskarten. Seit kurzem gibt es unter dem Motto „Spenden statt Geschenke“ auch für Privatpersonen die Möglichkeit, im Rahmen von Feierlichkeiten Anlassspenden zu sammeln. Ebenso können Spenden über sogenannte Brunnenaktien verschenkt werden, wo der Beschenkte zum Brunnenaktionär über einen individuell bestimmbaren Betrag wird.

## Auszeichnungen
Die Vereinsarbeit wurde mehrfach ausgezeichnet
- Bundesverdienstkreuz für den ehemaligen Geschäftsführer Sven Seifert, 2016[9]
- „Verein des Jahres 2010“, ausgelobt von der Ostsächsischen Sparkasse Dresden und der Sächsischen Zeitung[10]
- Preis der lokalen Agenda 21 für Dresden e.V., 2008[11]
- „best practice“ Projekt für Bildung für nachhaltige Entwicklung / Globales Lernen verliehen vom Sächsischen Kultusministerium und Bundesministerium für wirtschaftliche Zusammenarbeit und Entwicklung (BMZ), 2007
- Preis für besonderes soziales Engagement der PDS für Irak-Einsatz, 2003
- Preis der Stiftung „Lebendige Stadt – Dresden verein(t)“, 2003
- Förderpreis der Robert Bosch Stiftung für humanitäre Hilfe in Ost- und Südosteuropa, 1998[12]
- Dresdner Friedenspreis der AnStiftung, 1996

## Mitgliedschaften
- Aktion Deutschland Hilft (ADH); ein Zusammenschluss deutscher Hilfsorganisationen[13]
- Koordinierungsausschuss des Auswärtigen Amtes
- Paritätischer Wohlfahrtsverband (Sektion Parität International)[14]
- VENRO - Verband Entwicklungspolitik und Humanitäre Hilfe deutscher Nichtregierungsorganisationen[15]
- WASH-Netzwerk; eine Initiative deutscher Nichtregierungsorganisationen zu Wasser, Sanitärversorgung und Hygiene[16]
- Sustainable Sanitation Alliance (SuSanA); ein internationals Netzwerk von Partnerorganisationen aus 45 Ländern, die die Vision von einer nachhaltigen Lösung der weltweiten Sanitärkrise teilen[17]
- Entwicklungspolitisches Netzwerk Sachsen (ENS); ein Zusammenschluss von Vereinen, Gruppen und Initiativen, die sich für zukunftsfähige Entwicklung und weltweite Gerechtigkeit einsetzen[18]
- Aktionsbündnis Dresden Hilft; ein Bündnis von arche noVa und der Landeshauptstadt Dresden Tsunami-Katastrophe 2004[19]
- Berliner Entwicklungspolitischer Ratschlag (BER); ein Netzwerk entwicklungspolitischer Initiativen, Vereine und Gruppen auf Berliner Landesebene[20]